# Tricentrus neofulgidus
Tricentrus neofulgidus är en insektsart som beskrevs av Yuan och Xiaolong Cui. Tricentrus neofulgidus ingår i släktet Tricentrus och familjen hornstritar. Inga underarter finns listade i Catalogue of Life.